# Chrysometa uaza
Chrysometa uaza är en spindelart som beskrevs av Claude Lévi 1986. Chrysometa uaza ingår i släktet Chrysometa och familjen käkspindlar. Inga underarter finns listade i Catalogue of Life.